# Marxistisch-Leninistische Partij van Nederland
Die Marxistisch-Leninistische Partij van Nederland, MLPN, (deutsch: Marxistisch-Leninistische Partei der Niederlande) war eine von 1970 bis 1980 bestehende, maoistisch ausgerichtete, politische Partei in den Niederlanden. Die tatsächlich nur etwa 20 Mitglieder umfassende Partei war in Zellen organisiert und konnte sich durch finanzielle Unterstützung aus der Volksrepublik China eine umfangreiche Öffentlichkeitsarbeit leisten. Ihr Generalsekretär Peter Bouvé (alias Chris Petersen) war Mathematiklehrer.
Der ehemalige Leiter der Abteilung Gegenspionage beim niederländischen Geheimdienst, Frits Hoekstra, deckt in seinem Buch „In Dienst van de BVD“ auf, dass die MLPN eine Gründung des Geheimdienstes BVD war, mit dem Ziel, sich sowohl eine Übersicht über den Einfluss des Maoismus auf Studenten und Intellektuelle zu verschaffen, als auch Informationen über die geopolitischen Ambitionen Chinas zu erhalten. Die als „Project Mongol“ geführte Aktion wurde von der CIA unterstützt, die Einblick in alle Akten hatte und die von der „Operation Red Herring“ sprach.